# Tapiena stylata
Tapiena stylata är en insektsart som beskrevs av Bei-bienko 1935. Tapiena stylata ingår i släktet Tapiena och familjen vårtbitare. Inga underarter finns listade i Catalogue of Life.